# Lilian M: Confissões Amorosas (Relatório Confidencial)
Lilian M: Confissões Amorosas (Relatório Confidencial) é um filme brasileiro de 1975, do gênero drama, dirigido por Carlos Reichenbach.
Narrado em flashback, é inovador ao apresentar não uma história linear mas sim uma imersão da personagem em várias situações e temáticas com tratamentos cinematográficos diferenciados.
A censura exigiu cortes na versão final, obrigando o diretor e o montador a reduzirem quase vinte minutos de filme. Curiosamente, todas as insinuações de tortura puderam ser mantidas. Mas grande parte do episódio protagonizado por Benjamin Cattan foi proibido, incluindo o seu desfecho considerado subversivo.

## Sinopse
Maria abandona o marido lavrador e os dois filhos pequenos, seduzida por um mascate falador. Após um trágico acidente de carro, segue sozinha para tentar a vida na cidade de São Paulo. Perdida na metrópole, é presa sem documentos e uma assistente social arruma-lhe emprego na casa do industrial Braga. Os dois tornam-se amantes e, ao conhecer a estabilidade econômica, Maria é rebatizada de Lilian, nome da mãe de Braga. Lilian vai se envolvendo com excêntricos tipos humanos: o auto-destrutivo filho de Braga, um industrial alemão que financia a repressão política, um grileiro de terras falastrão, um detetive boçal, uma rumbeira e cafetina, um bandido tuberculoso com cara de santo e, finalmente, um submisso funcionário público e sua mórbida irmã. Do campo à cidade, do concubinato à prostituição, da opulência à marginalidade, Maria/Lilian retorna às origens para reaver a sua família.

## Elenco
- Célia Olga Benvenutti ...Lillian/Maria
- Benjamin Cattan ...Braga
- Sérgio Hingst ...Gonçalvez
- Maracy Mello ...Lucivalda
- Walter Marins ...Caixeiro Viajante
- Edward Freund ...Hartman
- Caçador Guerreiro ...José
- José Julio Spiewak ...Shell Scorpio
- Thereza Bianchi ...Maria Antonieta
- Wilson Ribeiro ...Vivaldo Lobo
- Washington Lasmar[1] ...Fausto

## Principais prêmios e indicações
Prêmio APCA 1976 (Associação Paulista de Críticos de Arte, SP)
- Venceu na categoria de melhor roteiro.[3]

Prêmio Governador do Estado de São Paulo 1975 (SP)
- Recebeu o Prêmio Especial de Realização.[3]